# GP2 Asia Series 2011
La saison 2011 du GP2 Asia Series est la quatrième saison de l'histoire de la déclinaison hivernale et asiatique du GP2 Series. Elle débute le 11 février à Abou Dabi et se termine en Italie le 20 mars.

## Engagés
| Écurie                  | #  | Pilote              | Manches |
| ----------------------- | -- | ------------------- | ------- |
| iSport International    | 1  | Marcus Ericsson     | Tous    |
| iSport International    | 2  | Sam Bird            | Tous    |
| Arden International     | 3  | Josef Král          | Tous    |
| Arden International     | 4  | Jolyon Palmer       | Tous    |
| Lotus ART               | 5  | Jules Bianchi       | Tous    |
| Lotus ART               | 6  | Esteban Gutiérrez   | Tous    |
| Super Nova Racing       | 7  | Fairuz Fauzy        | Tous    |
| Super Nova Racing       | 8  | Johnny Cecotto Jr.  | Tous    |
| DAMS                    | 9  | Romain Grosjean     | Tous    |
| DAMS                    | 10 | Pål Varhaug         | Tous    |
| Scuderia Coloni         | 11 | Michael Herck       | Tous    |
| Scuderia Coloni         | 12 | James Jakes         | 1       |
| Scuderia Coloni         | 12 | Luca Filippi        | 2       |
| Ocean Racing Technology | 14 | Andrea Caldarelli   | Tous    |
| Ocean Racing Technology | 15 | Oliver Turvey       | Tous    |
| Barwa Addax Team        | 16 | Charles Pic         | Tous    |
| Barwa Addax Team        | 17 | Giedo Van der Garde | Tous    |
| Trident Racing          | 18 | Stefano Coletti     | Tous    |
| Trident Racing          | 19 | Rodolfo González    | Tous    |
| Rapax                   | 20 | Fabio Leimer        | Tous    |
| Rapax                   | 21 | Julián Leal         | Tous    |
| Racing Engineering      | 22 | Nathanaël Berthon   | Tous    |
| Racing Engineering      | 23 | Dani Clos           | Tous    |
| Carlin                  | 24 | Mikhaïl Alechine    | Tous    |
| Carlin                  | 25 | Max Chilton         | Tous    |
| Team AirAsia            | 26 | Luiz Razia          | Tous    |
| Team AirAsia            | 27 | Davide Valsecchi    | Tous    |

## Déroulement
Le championnat ne devait initialement se dérouler que sur deux circuits, Abou Dabi et Bahreïn, et comporter trois meetings (six courses). Toutefois, le meeting qui devait se tenir à Bahreïn, prévu pour les 17 et 19 février a été annulé en raison de manifestations anti-gouvernementales dans la capitale du pays, Manama. Les courses qui devaient se dérouler le même week-end que le Grand Prix de Formule 1 à Bahreïn ont été annulées aussi. Un meeting de remplacement à Imola a alors été ajouté au calendrier.

## Calendrier
| # | Date       | Circuit   | Vainqueur                                                | Équipe                                                   |
| 1 | 11 février | Abou Dabi | Jules Bianchi                                            | Lotus Art                                                |
| 2 | 12 février | Abou Dabi | Stefano Coletti                                          | Trident Racing                                           |
| A | 18 février | Bahreïn   | Annulé en raison de manifestations anti-gouvernementales | Annulé en raison de manifestations anti-gouvernementales |
| A | 19 février | Bahreïn   | Annulé en raison de manifestations anti-gouvernementales | Annulé en raison de manifestations anti-gouvernementales |
| A | 13 mars    | Bahreïn   | Annulé                                                   | Annulé                                                   |
| A | 14 mars    | Bahreïn   | Annulé                                                   | Annulé                                                   |
| 3 | 19 mars    | Italie    | Romain Grosjean                                          | DAMS                                                     |
| 4 | 20 mars    | Italie    | Dani Clos                                                | Racing Engineering                                       |

## Classement
| Classement | Pilote              | Pays               | Équipe               | Nombre de points |
| ---------- | ------------------- | ------------------ | -------------------- | ---------------- |
| 1er        | Romain Grosjean     | France             | DAMS                 | 27               |
| 2e         | Jules Bianchi       | France             | Lotus ART            | 18               |
| 3e         | Giedo Van der Garde | Pays-Bas           | Barwa Addax Team     | 16               |
| 4e         | Stefano Coletti     | Monaco             | Trident Racing       | 11               |
| 5e         | Fabio Leimer        | Suisse             | Rapax                | 9                |
| 6e         | Marcus Ericsson     | Suède              | iSport International | 9                |
| 7er        | Davide Valsecchi    | Italie             | Team AirAsia         | 9                |
| 8e         | Michael Herck       | Roumanie           | Scuderia Coloni      | 9                |
| 9e         | Dani Clos           | Espagne            | Racing Engineering   | 8                |
| 10e        | Josef Král          | République tchèque | Arden International  | 8                |
| 11e        | Esteban Gutiérrez   | Mexique            | Lotus ART            | 3                |
| 12e        | Sam Bird            | Royaume-Uni        | iSport International | 2                |
| 13e        | Pål Varhaug         | Norvège            | DAMS                 | 1                |
| 14e        | Fairuz Fauzy        | Malaisie           | Super Nova Racing    | 1                |